# Халили, Махир
Махир Халили (алб. Mahir Halili; род. 30 июня 1975, Дибра) — албанский футболист, игравший на позиции полузащитника. Выступал за сборную Албании.

## Клубная карьера
Махир Халили начинал свою профессиональную карьеру футболиста в албанском клубе «Кастриоти» в 1995 году. Далее он выступал за тиранское «Динамо Тирана», швейцарские «Делемон» и «Ксамакс», словенскую «Горицу».
В 2000 года Халили перешёл в команду «Тирана», с которой достиг наивысших успехов в своей карьере, трижды выигрывая чемпионат Албании и дважды — кубок страны. 10 мая 2003 Халили сделал покер в поединке с «Бюлисом». Эти 4 мяча помогли ему выиграть гонку бомбардиров чемпионата Албании в сезоне 2002/03.

## Карьера в сборной
24 апреля 1996 года Махир Халили дебютировал за сборную Албания в гостевом товарищеском матче против сборной Боснии и Герцеговины, заменив на 80-й минуте нападающего Альбана Буши. 21 января 1998 года Халили, выйдя на замену в середине второго тайма гостевой товарищеской встречи с Турцией, забил свой первый гол, принесший на 88-й минуте албанцам победу с разгромным счётом 4:1.

## Статистика выступлений

### В сборной
| Матчи и голы Махира Халили за сборную Албании | Матчи и голы Махира Халили за сборную Албании | Матчи и голы Махира Халили за сборную Албании | Матчи и голы Махира Халили за сборную Албании | Матчи и голы Махира Халили за сборную Албании | Матчи и голы Махира Халили за сборную Албании | Матчи и голы Махира Халили за сборную Албании |
| №                                             | Дата                                          | Место проведения                              | Соперник                                      | Счёт                                          | Голы                                          | Соревнование                                  |
| --------------------------------------------- | --------------------------------------------- | --------------------------------------------- | --------------------------------------------- | --------------------------------------------- | --------------------------------------------- | --------------------------------------------- |
| 1                                             | 24 апреля 1996                                | Билино Поле, Зеница                           | Босния и Герцеговина                          | 0:0                                           | —                                             | Товарищеский матч                             |
| 2                                             | 10 сентября 1997                              | Хардтурм, Цюрих                               | Северная Ирландия                             | 1:0                                           | —                                             | Квалификация ЧМ 1998                          |
| 3                                             | 11 октября 1997                               | Стадион Нижней Саксонии, Ганновер             | Германия                                      | 3:4                                           | —                                             | Квалификация ЧМ 1998                          |
| 4                                             | 21 января 1998                                | Анталья Ататюрк, Анталья                      | Турция                                        | 4:1                                           | 1                                             | Товарищеский матч                             |
| 5                                             | 6 февраля 1998                                | Национальный стадион, Та-Кали                 | Мальта                                        | 1:1                                           | —                                             | Турнир Ротманс 1998                           |
| 6                                             | 8 февраля 1998                                | Национальный стадион, Та-Кали                 | Грузия                                        | 0:3                                           | —                                             | Турнир Ротманс 1998                           |
| 7                                             | 10 февраля 1998                               | Национальный стадион, Та-Кали                 | Латвия                                        | 2:2                                           | —                                             | Турнир Ротманс 1998                           |
| 8                                             | 14 октября 1998                               | Уллевол, Осло                                 | Норвегия                                      | 2:2                                           | —                                             | Квалификация ЧЕ 2000                          |
| 9                                             | 18 ноября 1998                                | Кемаль Стафа, Тирана                          | Греция                                        | 0:0                                           | —                                             | Квалификация ЧЕ 2000                          |
| 10                                            | 10 февраля 1999                               | Кемаль Стафа, Тирана                          | Македония                                     | 2:0                                           | —                                             | Товарищеский матч                             |
| 11                                            | 28 апреля 1999                                | Даугава, Рига                                 | Латвия                                        | 0:0                                           | —                                             | Квалификация ЧЕ 2000                          |
| 12                                            | 9 июня 1999                                   | Кемаль Стафа, Тирана                          | Словения                                      | 0:1                                           | —                                             | Квалификация ЧЕ 2000                          |
| 13                                            | 18 августа 1999                               | Бежиград, Любляна                             | Словения                                      | 0:2                                           | —                                             | Квалификация ЧЕ 2000                          |

Итого: 13 матчей / 1 гол; eu-football.info.

## Достижения
«Тирана»
- Чемпион Албании (3): 2002/03, 2003/04, 2004/05
- Обладатель Кубка Албании (2): 2000/01, 2001/02